# São Bento de Ana Loura
São Bento de Ana Loura era una freguesia portuguesa del municipio de Estremoz, distrito de Évora.

## Historia
Fue suprimida el 28 de enero de 2013, en aplicación de una resolución de la Asamblea de la República portuguesa promulgada el 16 de enero de 2013 al unirse con la freguesia de São Lourenço de Mamporcão, formando la nueva freguesia de São Lourenço de Mamporcão e São Bento de Ana Loura.